# Seznam nejlepších hráčů na ZOH
Seznam nejlepších hráčů na jednotlivých postech, vyhlašovaných direktoriátem.
| Rok      | Brankář Zdroj        | Obránce Zdroj     | Útočník Zdroj   | Nejužitečnější hráč Zdroj |
| -------- | -------------------- | ----------------- | --------------- | ------------------------- |
| ZOH 1956 | Willard Ikola        | Nikolaj Sologubov | John McKenzie   |                           |
| ZOH 1960 | Jack McCartan        | Nikolaj Sologubov | Nisse Nilsson   |                           |
| ZOH 1964 | Seth Martin          | František Tikal   | Eduard Ivanov   |                           |
| ZOH 1968 | Kenneth Broderick    | Josef Horešovský  | Anatolij Firsov |                           |
| ZOH 1972 | neudělovalo se       | neudělovalo se    | neudělovalo se  |                           |
| ZOH 1976 | neudělovalo se       | neudělovalo se    | neudělovalo se  |                           |
| ZOH 1980 | neudělovalo se       | neudělovalo se    | neudělovalo se  |                           |
| ZOH 1984 | neudělovalo se       | neudělovalo se    | neudělovalo se  |                           |
| ZOH 1988 | neudělovalo se       | neudělovalo se    | neudělovalo se  |                           |
| ZOH 1992 | neudělovalo se       | neudělovalo se    | neudělovalo se  |                           |
| ZOH 1994 | neudělovalo se       | neudělovalo se    | neudělovalo se  |                           |
| ZOH 1998 | Dominik Hašek        | Rob Blake         | Pavel Bure      |                           |
| ZOH 2002 | Nikolaj Chabibulin   | Chris Chelios     | Joe Sakic       | Joe Sakic                 |
| ZOH 2006 | Antero Niittymäki    | Kenny Jönsson     | Teemu Selänne   | Antero Niittymäki         |
| ZOH 2010 | Ryan Miller          | Brian Rafalski    | Jonathan Toews  | Ryan Miller               |
| ZOH 2014 | Carey Price          | Erik Karlsson     | Phil Kessel     | Teemu Selänne             |
| ZOH 2018 | Danny aus den Birken | Vjačeslav Vojnov  | Nikita Gusev    | Ilja Kovalčuk             |
| ZOH 2022 | neudělovalo se       | neudělovalo se    | neudělovalo se  | Juraj Slafkovský          |